# Rehhorst
Rehhorst est une commune allemande du Schleswig-Holstein, située dans l'arrondissement de Stormarn (Kreis Stormarn), à cinq kilomètres au nord de la ville de Reinfeld (Holstein). Rehhorst fait partie de l'Amt Nordstormarn qui regroupe douze communes autour de Reinfeld.